# Fool Moon
Pour plus de détails, voir Fiche technique et Distribution.
Fool Moon est un film français de Jérôme L'Hotsky sorti en 2008.

## Synopsis
Une bande d'anciens copains de Sciences Po, devenus de jeunes loups de la politique (dans des camps différents) se retrouvent pour un week-end dans une maison isolée en Bretagne avec pour seul mot d'ordre : se détendre et surtout ne jamais parler politique. Mais la pleine lune, des voisins adeptes de mystérieux rites celtiques et le vieil armagnac trouvé dans la cave vont les faire désavouer leur promesse... et tout va partir en vrille...

## Fiche technique
- Titre : Fool Moon.
- Réalisation : Jérôme L'Hotsky
- Scénario : Jérôme L'Hotsky, sur une idée d'Artus de Penguern
- Musique : Arnaud Gauthier
- Photographie : Denis Gravouil
- Montage : Aurélien Dupont
- Production : Franck Cabot-David et Xavier Laporte-Weywada
- Société de production : AFCD Productions
- Société de distribution : Zelig Films Distribution (France)
- Pays de production:  France
- Genre : comédie
- Durée : 84 minutes
- Dates de sortie : 
  - France : 16 juillet 2008

## Distribution
- Bruno Salomone : Jean-Pascal
- François Morel : Yannick
- Artus de Penguern : Thierry
- Christine Citti : Chris
- Élise Larnicol : Gaëlle
- Christophe Alévêque : Tom
- Armelle : Maïté
- Ged Marlon : Charles
- Constance Dollé : Nina
- Tonya Kinzinger : Sally

## Autour du film
- Musique additionnelle : Cry Me a River d'Arthur Hamilton
- La chanson que fredonnent François Morel et Christophe Alévêque au début du film est Tri martolod (source : générique).
- L'hélicoptère qui dépose les passagers est un Robinson R44.
- Chansons entonnées en chorale :

- La Chenille - La Bande à Basile
- Boule de flipper - Corynne Charby
- Ouragan - Stéphanie de Monaco
- Nuit de folie - Début de soirée